# Desideri, voglie pazze di tre insaziabili ragazze
Desideri, voglie pazze di tre insaziabili ragazze (Alle Kätzchen naschen gern) è un film del 1969 diretto da Giuseppe Zaccariello che firma la regia con lo pseudonimo Josef Zachar.

## Trama
Il colonnello Delaroche e il conte D'Alsay si contendono la proprietà di un castello. L'anziana lavandaia cerca di piazzare le sue due nipoti Babette e Monique ai due uomini, in modo che il castello passi in ogni caso alla sua famiglia.
Le due ragazze entrano quindi a servizio nel castello e si fingono vergini. I due uomini scommettono: chi si fosse portato a letto per primo le cameriere, avrebbe avuto il castello.
A complicare le cose arriva Blanche, la fidanzata trascurata del colonnello, che per recuperare le attenzioni di Delaroche si getta tra le braccia di un giovane tenente, René, nipote del conte.
Lo scontro tra i due uomini si acuisce, e si arriva al duello. A scongiurarlo, però, giunge inaspettato il procuratore generale, che è in grado di dirimere una volta per tutte la questione della proprietà del castello: legittimo erede del vecchio proprietario è in realtà Philippe, l'anziano maggiordomo. Il conte e il colonnello accettano di rimanere come servitori.

## Distribuzione
Uscì in Italia nel 1971 vietato ai minori di 18 anni. Fu ridistribuito nel 1978 col titolo Piacere di donna.